# Mateo Biondić
Mateo Biondić (* 24. Juli 2003 in Lemgo) ist ein deutscher Fußballspieler. 

## Werdegang
Der Mittelstürmer Mateo Biondić begann seine Karriere beim TBV Lemgo und wechselte im Jahre 2015 in den Nachwuchsbereich von Hannover 96. Zwei Jahre später wechselte er in die „Knappenschmiede“ des FC Schalke 04, ehe er im Jahre 2019 zum SC Paderborn 07 wechselte. In den folgenden beiden Jahren spielte Biondić sowohl in der A-Junioren-Bundesliga, als auch in der zweiten Herrenmannschaft in der Oberliga Westfalen. In der Saison 2021/22 spielte Biondić elfmal für die zweite Herrenmannschaft und erzielte dabei sechs Tore. Seine Mannschaft verpasste den Aufstieg in die Regionalliga West als Dritter nur knapp. Zur Saison 2022/23 wechselte Biondić zum SC Verl in die 3. Liga. Am 23. Juli 2022 gab er sein Profidebüt im Spiel beim 1. FC Saarbrücken, als er in der 73. Minute für Leon Bürger eingewechselt wurde. Im Sommer 2023 verlängerte er seinen Vertrag in Verl, wurde aber zunächst an Eintracht Trier ausgeliehen. Mit dem Oberligisten stieg Biondić am Saisonende in die Regionalliga Südwest auf und seine Leihe wurde um ein weiteres Jahr bis zum 30. Juni 2025 verlängert. Danach wurde er fest von Eintracht Trier verpflichtet.